# Martha Sommer
Martha Sommer (Winterthur, 26 maart 1863 - Bern, 25 juli 1944) was een Zwitsers arts.

## Biografie
Martha Sommer was een dochter van Johann Sommer, een boekhouder, en van Anna Elisabetha Schaer. Ze studeerde van 1883 tot 1888 geneeskunde aan de Universiteit van Zürich en behaalde er in 1890 een doctoraat. Na haar zwaarbevochten studies en een periode waarin ze in armoede leefde als medisch assistente in Wenen en München, was ze in 1889 in Winterthur een van de eerste Zwitserse vrouwen die een dokterspraktijk openden. Ze legde zich ook toe op maatschappelijke taken en de politieke situatie van vrouwen. In 1898 zou ze in Bern een gynaecologiepraktijk overnemen. Van 1917 tot 1926 was ze bovendien directrice van een huishoudsterschool in het kasteel Gut Ralligen aan het Meer van Thun. Van 1928 tot 1930 werkte ze als arts op de vrouwenafdeling van het psychiatrisch ziekenhuis van Bellelay.